# Emmanuel Mutai
Emmanuel Kipchirchir Mutai (Burnt Forest, 12 oktober 1984) is een Keniaanse langeafstandsloper, die gespecialiseerd is in de halve en de hele marathon. Hij nam eenmaal deel aan de Olympische Spelen, maar won hierbij geen medailles.

## Loopbaan
In 2006 won Mutai de halve marathon van Nice in een tijd van 1:01.24. Bij zijn marathondebuut op 15 april 2007 in de marathon van Rotterdam werd hij zevende in 2:13.06. Op 21 oktober 2007 won hij de marathon van Amsterdam in de tijd van 2:06.29, de op een na beste jaarprestatie na de wereldrecordtijd van Haile Gebrselassie en de op twee na snelste tijd die ooit in deze marathon werd gelopen.
Bij de wereldkampioenschappen van 2009 in Berlijn leverde Mutai een van zijn beste prestaties door achter zijn landgenoot Abel Kirui op de marathon de zilveren medaille te veroveren in 2:07.48. Nadat de Kenianen de hele wedstrijd hadden gecontroleerd, bleek Kirui in de laatste kilometers over de meeste reserves te beschikken en liep nog bijna een minuut weg van zijn naaste concurrent Mutai.
Tweede werd deze het jaar erna ook in de marathon van Londen. Met zijn tijd van 2:06.23 bleef hij slechts acht seconden verwijderd van zijn beste tijd, die hij daar in 2008 had gerealiseerd. In 2011 won hij de World Marathon Majors. Hij streek hiermee $ 500.000 aan prijzengeld op.
Op de Olympische Spelen van 2012 in Londen eindigde Mutai op een zeventiende plaats.

## Persoonlijke records
| Onderdeel      | Prestatie       | Datum             | Plaats     |
| -------------- | --------------- | ----------------- | ---------- |
| 10.000 m       | 28.09,2         | 3 juni 2005       | Eldoret    |
| 10 km          | 27.37           | 29 juni 2013      | Appingedam |
| 15 km          | 42.11           | 21 maart 2010     | Lissabon   |
| 20 km          | 56.44           | 21 maart 2010     | Lissabon   |
| halve marathon | 1:00.03         | 21 maart 2010     | Lissabon   |
| 25 km          | 1:13.08         | 28 september 2014 | Berlijn    |
| 30 km          | 1:27.37 (ex-WR) | 28 september 2014 | Berlijn    |
| marathon       | 2:03.13         | 28 september 2014 | Berlijn    |

## Palmares

### 10 km
- 2005: 4e Microfort Sevenaer Run in Zevenaar - 28.18
- 2006:  Counseil General in Marseille - 27.51
- 2013:  Beach to Beacon in Cape Elizabeth - 28.22

### 10 Eng. mijl
- 2005: 4e Brabants Dagblad Tilburg - 47.36,3

### 20 km
- 2008:  20 van Alphen - 57.33

### halve marathon
- 2006:  halve marathon van Nice - 1:01.24
- 2007: 5e halve marathon van Lissabon - 1:00.49
- 2007:  halve marathon van Portugal - 1:01.54
- 2008:  Great Scottish Run - 1:01.10
- 2009:  halve marathon van Lissabon - 1:00.39
- 2010:  halve marathon van Eldoret - 1:02.12,8
- 2010:  halve marathon van Lissabon - 1:00.03
- 2010: 5e halve marathon van Lissabon - 1:03.18
- 2011:  Great North Run - 59.52
- 2013:  halve marathon van Kochi - 1:03.02
- 2013: 11e halve marathon van Ras al-Khaimah - 1:01.32
- 2015: 8e halve marathon van Barcelona - 1:03.13
- 2016: 5e halve marathon van Egmond - 1:09.03
- 2017: 10e halve marathon van Porto - 1:03.06

### marathon
- 2007: 7e marathon van Rotterdam - 2:13.06
- 2007:  marathon van Amsterdam - 2:06.29
- 2008: 4e marathon van Londen - 2:06.15
- 2008: 6e marathon van Chicago - 2:15.36
- 2009: 4e marathon van Londen - 2:06.53
- 2009:  WK - 2:07.48
- 2010:  marathon van Londen - 2:06.23
- 2010:  New York City Marathon - 2:09.18
- 2011:  marathon van Londen - 2:04.40
- 2011:  New York City Marathon - 2:06.28
- 2012: 7e marathon van Londen - 2:08.01
- 2012: 17e OS - 2:14.49
- 2013:  marathon van Londen - 2:06.33
- 2013:  marathon van Chicago - 2:03.52
- 2014: 7e marathon van Londen - 2:08.19
- 2014:  marathon van Berlijn - 2:03.13
- 2015: 11e marathon van Londen - 2:10.54
- 2015: 4e marathon van Berlijn - 2:07.46
- 2016: 7e marathon van Tokio - 2:10.23
- 2016: 12e marathon van Berlijn - 2:10.29
- 2017: 18e marathon van Boston - 2:19.33
- 2018: 12e marathon van Valencia - 2:10.14